# Helina dupliciseta
Helina dupliciseta este o specie de muște din genul Helina, familia Muscidae, descrisă de Deng și Feng în anul 1995.
Este endemică în Sichuan. Conform Catalogue of Life specia Helina dupliciseta nu are subspecii cunoscute.